# Batalha de Treviso
A Batalha de Treviso foi um engajamento em 541 perto de Treviso, Itália, entre os Ostrogodos e Bizantinos durante a Guerra Gótica.
No prelúdio para a batalha, o novo rei ostrogodo Ildibad tinha explorado a retirada pelo Imperador Romano Oriental Justiniano I, do general Belisário da Itália, facilmente estendendo a sua autoridade no Vêneto e Ligúria, com uma pequena, mas crescente força gótica. Em 541, Ildibad foi confrontado fora de Treviso pelo general Vitalius, o comandante militar da cidade, cuja força incluía um considerável número de hérulos. A batalha terminou com uma vitória decisiva para Ildibad, com Vitalius escapando enquanto o líder hérulo foi morto. Ildibad posteriormente foi capaz de estender a sua autoridade em todo o Vale do Po, mas o seu assassinato por um gépida em um palácio de banquetes, impediu-o de lucrar mais da vitória.

### Citações
1. ↑  Tucker 2009, p. 187
2. ↑  Bury 2013, pp. 227–228